# Club Volei Municipal Tomis Constanța
Il Club Volei Municipal Tomis Constanța  è una società pallavolistica maschile rumena con sede a Costanza: milita nel campionato di Divizia A1.

## Storia
Il club è stato fondanto nel 1996 con il nome di CSS 1 Media Navodari, partendendo dalla Divizia A2, seconda categoria del campionato rumeno: nel 1998 ottiene la promozione in Divizia A1.
La società cambia in seguito il nome altre due volte: prima nel 2002 in Volei Club Municipal Constanța e poi nel 2005 in quello definitivo di Club Volei Municipal Tomis Constanța; proprio da questo periodo partono i primi successi, con la conquista della Coppa di Romania, nell'edizione 2004-05, vinta poi anche nelle cinque edizioni successive e il successo in campionato a partire dall'edizione 2006-07, vinto poi per altre due volte consecutivamente: gli ottimi risultati portano la squadra a partecipare alle diverse competizioni europee.
Una nuova doppietta con la vittoria del campionato e della coppa nazionale arriva al termine della stagione 2012-13, bissata anche nella stagione successiva, mentre nella stagione 2014-15 si aggiudica solamente lo scudetto.

## Rosa 2014-2015
| N° | Nome               | Ruolo | Data di nascita  | Nazionalità sportiva |
| -- | ------------------ | ----- | ---------------- | -------------------- |
| 1  | Stanislav Petkov   | S     | 31 dicembre 1987 | Bulgaria             |
| 2  | Robert Vologa      | C     | 11 giugno 1996   | Romania              |
| 3  | George Zahar       | S     | 25 marzo 1994    | Romania              |
| 4  | Bojan Janić        | S     | 3 novembre 1982  | Serbia               |
| 5  | Sergiu Stancu      | C     | 4 agosto 1982    | Romania              |
| 6  | Andrej Žekov       | P     | 12 marzo 1980    | Bulgaria             |
| 7  | Răzvan Tănăsescu   | L     | 4 giugno 1979    | Romania              |
| 8  | Dragoş Pavel       | S     | 8 febbraio 1985  | Romania              |
| 10 | Andrei Stoian      | P     | 11 dicembre 1983 | Romania              |
| 11 | Andrei Spînu       | C     | 24 gennaio 1987  | Romania              |
| 12 | Mihai Tarţa        | O     | 24 marzo 1995    | Romania              |
| 13 | Vencislav Simeonov | O     | 3 febbraio 1977  | Italia               |
| 15 | Adrian Aciobăniţei | S     | 24 agosto 1997   | Romania              |
| 17 | Nikola Rosić       | L     | 5 agosto 1984    | Serbia               |
| 18 | Andrei Laza        | C     | 15 febbraio 1988 | Romania              |

## Palmarès
- Campionato rumeno: 6

2006-07, 2007-08, 2008-09, 2012-13, 2013-14, 2014-15
- Coppa di Romania: 8

2004-05, 2005-06, 2006-07, 2007-08, 2008-09, 2009-10, 2012-13, 2013-14